# Apacheソフトウェア財団
Apacheソフトウェア財団（アパッチ ソフトウェアざいだん、英: Apache Software Foundation；以下ASF）は、オープンソースのソフトウェアプロジェクトを支援する団体であり、アメリカ合衆国で登録された非営利団体である。当初はWebサーバソフトウェアであるApache HTTP Server (Apache httpd) の開発のために発足したが、現在は多くのプロジェクトを抱え、ソフトウェアブランドとしてのApacheを保持している。名実ともに世界で成功しているオープンソースソフトウェア・コミュニティの一つである。

## 目的
定款では次のように規定されている。
1. オープンでコラボレイティブなソフトウェア開発プロジェクトのためにハードウェア、コミュニケーション、およびビジネスインフラストラクチャを提供する。
2. 会社や個人が寄贈した設備や資金が個人ではなく、公益に使用されることを保証する。
3. ASFやそのプロジェクト及びソフトウェア製品に向けられた法的訴訟から個人を保護する。
4. Apacheブランドとそのソフトウェア製品の法的権利を保護する。

## 歴史
1995年当時WebサーバソフトウェアはCERN（ヨーロッパ素粒子物理学研究所）が開発したCERN httpdとNCSA（アメリカ合衆国国立スーパーコンピュータ応用研究所）が開発したNCSA HTTPdの二種類があった。NCSA HTTPdは初めて Common Gateway Interface (CGI、動的なウェブページを実現する機構) を採用するなど、非常に普及していた。にもかかわらず、その後ほとんどメンテナンスが行われなくなり、放置されていた。そこで、何人かの有志が改良とサポートを行うためのグループを作り、自分たちをApache Groupと名付けた。しかし、彼等もその後プロジェクトに興味を失ってしまい、再度放置されかけた。そのため、1999年にユーザの一人だった Brian Behlendorf が自分のサーバを使ってユーザのためのメーリングリストを立ち上げた。これが現在のASFの母体である。
なお、Apacheの名前はネイティブアメリカンのアパッチ族への尊敬の念に由来している。パッチだらけのサーバ「A Patchy Server」が訛ったものだという説は良くできた洒落ではあるが事実ではない。
2008年、マイクロソフトから資金提供を受けることとなり、オープンソース関係者を驚かせた。

## 設備
ASFは仮想的な組織であり、物理的なオフィスを持たない。ただし、アメリカ合衆国カリフォルニア州サンフランシスコ・ベイエリア地域の4箇所のコロケーション設備に合計16台のサーバを設置している。

## 組織
ASFの組織はユーザ、コミッタ、オフィサ、メンバ、及び理事会からなる。
ユーザ
メーリングリストの参加者であり、世界中の誰もがなることができる。ASFのプロジェクトで開発されるソフトウェアのソースコードへアクセスできるが書き込み権限はない。
コミッタ（約7700人）
特に活発なユーザの中から選ばれる。ソースコードへの書き込み権限があり、apache.orgのメールアドレスを持つ。ASFの意思決定のための選挙権があり、プロジェクトマネージャになることもできる。
オフィサ
コミッタの中からオフィサが選ばれる。トップレベルプロジェクトのような大きなプロジェクトのマネージャは、一人または数人のオフィサが担当する。
メンバ（813人）
活動的なコミッタまたはオフィサから選ばれる。選挙権とともに被選挙権もある。ASFの法律上の正式な一員でもある。
理事会
さらに、メンバのなかから選挙により9人のディレクタと1人のプレジデントが選出され、理事会が構成される。選挙は毎年実施される。
（人数はいずれも2020年7月現在）
なお、ASFの参加者は完全なボランティアであり、ASFからいかなる報酬も受け取っていない。

## 運営
ASFの運営は理事会によって行われるが、全体の管理監督、マネジメントや知的財産の保護に限られ、技術的な決定や指示をすることはない。技術的な決定は各プロジェクト毎に設置され、一人以上のオフィサが主宰するPMC (Project Management Committee) が行う。また、ASFのコミュニケーションは原則として全てメーリングリストにより行われ、内容は公開され、アーカイブされる。

## Apacheライセンス
ASFのプロジェクトは、Apacheライセンス (Apache License) の下で行われる。
このライセンスは、BSDライセンスに下記の条項が追加されたものとなっている。
- 原著作者への謝辞を表示
- ソフトウェアの名称やロゴは商標と扱われるため、事前の許可無く製品・作品の宣伝や推薦に使用できない

Apache License 2.0では、大幅に変更され、GNU General Public License第3版と互換性を有するようになった。

## プロジェクト
ASFではApache HTTP Serverだけでなく様々なソフトウェアが開発されており、トップレベルのプロジェクトだけで206（2020年7月現在）に及び、Apacheブランドを構成している。その成果は全てソースコードと共に公開され誰もが無償で利用できる。
- Apache Ant - ビルドツール
- Apache Arrow - 列指向データベース管理システム
- Apache Beehive - サービス指向アーキテクチャ (SOA)
- Apache Cayenne - オブジェクトリレーショナルマッピングフレームワーク
- Apache Cocoon - XML文書とXSLTスタイルシートをウェブアプリケーションサーバで処理するコンテンツ管理システムの、Javaのフレームワーク
- Apache Commons - Javaのライブラリを集めた集合体。
  - Apache Commons Collections
  - Apache Commons IO
  - Apache Commons Lang
  - Apache Commons Math
- Apache Cordova - モバイルアプリケーション開発フレームワーク。アドビからソースの寄贈を受け発足。
- Apache DB
  - Apache Derby - 100%Pure Java関係データベース管理システム (RDBMS) 。Java SE 6に同梱された。
- Apache Excalibur
- Apache Flex - リッチインターネットアプリケーションの統合開発環境とクロスプラットフォームでの開発が可能なSDK
- Apache Forrest
- Apache Geronimo - Jakarta EEアプリケーションサーバ
- Apache Gump
- Apache Hadoop - 大規模データの分散処理を支えるJavaソフトウェアフレームワーク。
- Apache HTTP Server - トップシェアを誇るWebサーバ。
- Apache Incubator
- Apache Jakarta Project - Java向けのライブラリ、アプリケーションフレームワーク等を開発しているプロジェクト。
  - Jakarta Cactus - Java ServletアプリケーションをテストするJUnitを拡張したテストツール。
  - Jakarta JMeter - 負荷テストツール
  - Jakarta ORO - Perl互換正規表現ライブラリ
  - Jakarta Torque
- Apache James - 全てJavaで実装されたメールサーバ (メール転送エージェント)
- Apache Lenya
- Apache Logging
  - Log4j - Javaプログラムのためのロガー
- Apache Lucene - 検索エンジン
  - Apache Solr - Luceneを使った検索サーバー
- Apache Maven - プロジェクト管理ツール
- Apache Mynewt - IoT向けデバイスをリモート管理するために最適化された組込みOS
- Apache NetBeans - 統合開発環境（オラクルからの寄贈。）
- Apache OpenNLP - 自然言語処理エンジン（一部日本語対応）
- Apache OpenOffice - オフィススイート（オラクルからソースコードを寄贈され、2012年5月8日のリリースからApache OpenOfficeとなった）
- Apache Pivot - Javaベースのリッチインターネットアプリケーション（RIA）プラットフォーム。
- Apache POI - Microsoft Office 文書ファイルを読み書きするライブラリ。
- Apache Portable Runtime
- Apache Portals
- Apache Roller - ブログソフトウェア
- Apache Spark - オンメモリで大規模データの分散処理を行うフレームワーク
- Apache Struts - MVCアーキテクチャに基づくウェブアプリケーションのフレームワーク
- Apache Tapestry
- Apache Thrift - RPCフレームワーク
- Apache Tomcat - Java Servletコンテナのリファレンス実装
- Apache Turbine
- Apache Velocity - Java製テンプレートエンジン
- Apache Wave - コミュニケーションツール
- Apache Web Services
  - Apache Axis
- Apache XML - XMLに関連したソフトウェアを開発することなどを目的とするプロジェクト
  - Apache Xerces - XMLプロセサ (XMLパーサ)
  - Apache Xalan - XSLTスタイルシートおよびXPathの処理系
- Apache XMLBeans
- Apache XML Graphics - XSL-FOやSVGなどのXML仕様に準拠したデータを視覚的な出力形式に変換するソフトウェアを開発することなどを目的とするプロジェクト
  - Apache FOP - XSL-FOの処理系であり、組版を行う
  - Apache Batik - SVGで記述されたベクトル画像を、描画、生成、編集するために使うことができる、Javaのライブラリ
  - Jetspeed - ポータルサイトを構築するJava Servlet